# 雷米·範·利尔德
雷米·範·里德上校（英語：Remy Van Lierde）是比利時的一名飛行員和戰鬥王牌。

## 生平
曾在第二次世界大戰期間在比利時陸軍和英國皇家空軍的航空兵部隊服役，擊落了六架敵機和44架V-1飛行炸彈，並獲得英國皇家空軍中隊領導人的頭銜。範·利爾德於1946年返回比利時空軍，並於1954年被任命為國防部副參謀長。